# Autostrada Nord-Sud (Algeria)
L'autostrada A1 (chiamata anche Autostrada Nord-Sud e Trans-Sahariana) è una delle più importanti autostrade dell'Algeria. Ha una lunghezza di 207 km e fa parte del più ampio tracciato della Transahariana che collega Algeri con Lagos in Nigeria attraversando il deserto del Sahara. Il primo tratto è stato inaugurato nel 2012. Per gran parte del suo percorso l'autostrada Nord-Sud è affiancata dalla vecchia Strada nazionale 1 Transahariana.

## Tabella percorso
| Autostrada Nord-Sud Trans-Sahariana |                                                                  |       |      |           |                |
| Tipo                                | Indicazione                                                      | ↓km↓  | ↑km↑ | Provincia | TAH            |
|                                     | Strada nazionale 1 per Blida                                     | 0,0   | -    | Blida     | Trans Africana |
|                                     | Autostrada dell'Ovest Algeri-Maghnia                             | ..    | ..   | Blida     | Trans Africana |
|                                     | Sidi Madani                                                      | ..    | ..   | Blida     | Trans Africana |
|                                     | Tunnel                                                           | ..    | ..   | Blida     | Trans Africana |
|                                     | Houch Messaoudi                                                  | ..    | ..   | Médéa     | Trans Africana |
|                                     | Médéa Nord                                                       | ..    | ..   | Médéa     | Trans Africana |
|                                     | Médéa Ovest                                                      | ..    | ..   | Médéa     | Trans Africana |
|                                     | Ouzera                                                           | ..    | ..   | Médéa     | Trans Africana |
|                                     | Benchicao                                                        | ..    | ..   | Médéa     | Trans Africana |
|                                     | El Omaria - Sidi Naamane                                         | ..    | ..   | Médéa     | Trans Africana |
|                                     | Berrouaghia Nord                                                 | ..    | ..   | Médéa     | Trans Africana |
|                                     | Berrouaghia Sud                                                  | ..    | ..   | Médéa     | Trans Africana |
|                                     | Zoubiria                                                         | ..    | ..   | Médéa     | Trans Africana |
|                                     | Seghouane Nord                                                   | ..    | ..   | Médéa     | Trans Africana |
|                                     | Seghouane Sud                                                    | ..    | ..   | Médéa     | Trans Africana |
|                                     | Moudjbar (solo dir. sud)                                         | ..    | ..   | Médéa     | Trans Africana |
|                                     | Moudjbar - CW144                                                 | ..    | ..   | Médéa     | Trans Africana |
|                                     | Ksar el Boukhari Nord                                            | ..    | ..   | Médéa     | Trans Africana |
|                                     | Ksar el Boukhari - Boghar                                        | ..    | ..   | Médéa     | Trans Africana |
|                                     | Ksar el Boukhari - Hai El Wiam                                   | ..    | ..   | Médéa     | Trans Africana |
|                                     | Ksar el Boukhari Sud                                             | ..    | ..   | Médéa     | Trans Africana |
|                                     | fine autostrada in esercizio Strada nazionale 40 per Boughezoul  | ..    | ..   | Médéa     | Trans Africana |
|                                     | tratto di 7,5km in costruzione                                   | ..    | ..   | Médéa     | Trans Africana |
|                                     | Strada nazionale 1 per Boughezoul inizio autostrada in esercizio | ..    | ..   | Médéa     | Trans Africana |
|                                     | Aïn Oussara Nord                                                 | ..    | ..   | Djelfa    | Trans Africana |
|                                     | Aïn Oussara Est - Strada nazionale 40B                           | ..    | ..   | Djelfa    | Trans Africana |
|                                     | Aïn Oussara Sud                                                  | ..    | ..   | Djelfa    | Trans Africana |
|                                     | Area di servizio di Taiba                                        | ..    | ..   | Djelfa    | Trans Africana |
|                                     | Esseguia                                                         | ..    | ..   | Djelfa    | Trans Africana |
|                                     | Hassi Bahbah Nord                                                | ..    | ..   | Djelfa    | Trans Africana |
|                                     | Hassi Bahbah Ovest                                               | ..    | ..   | Djelfa    | Trans Africana |
|                                     | Hassi Bahbah Sud                                                 | ..    | ..   | Djelfa    | Trans Africana |
|                                     | fine autostrada in esercizio Strada nazionale 1 Transahariana    | 207,0 | ..   | Djelfa    | Trans Africana |